# Токи

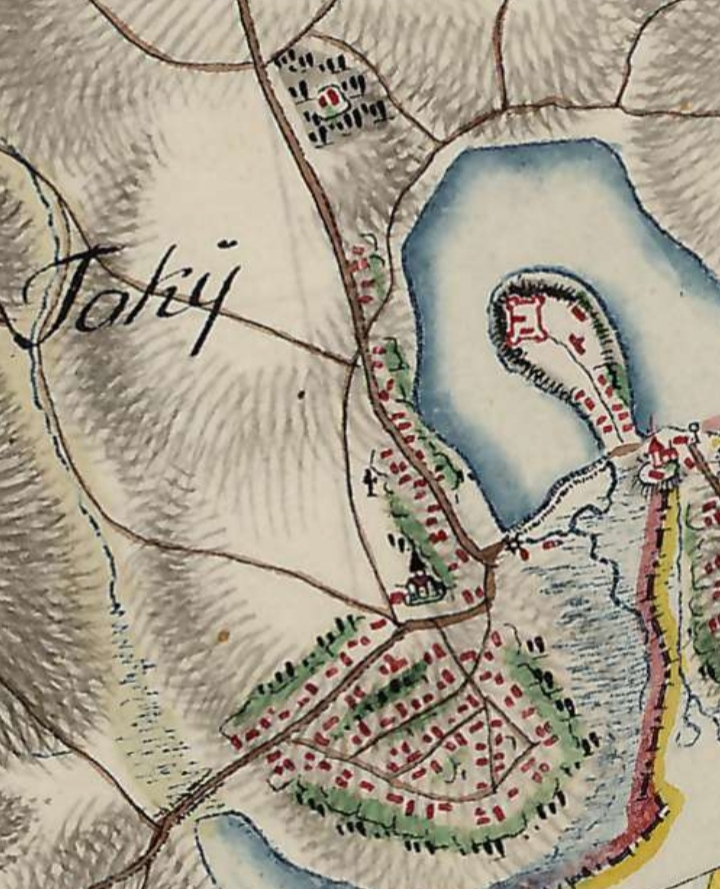
Токівський замок на мапі Фрідріха фон Міґа

Токи́ — село в Україні, у Скориківській сільській громаді Тернопільського району Тернопільської області. Адміністративний центр колишньої Токівської сільської ради . 
Населення — 970 особи станом на 2022 рік. Налічується приблизно 500 дворів. Межує із селами Воробіївка та Пальчинці. Розташоване на правому березі річки Збруч.
У селі є сірчані джерела.

## Назва
В історичних джерелах 1741 року передмістя містечка Ожигівці (нині с. Ожигівці Волочиського району Хмельницької області), відомого з 1430 р., на якому були господарства-токи і жили люди, вперше згадується як село Токи у презенті князя Михайла Корибута Вишнівецького на призначення священика до місцевого храму Преображення.

## Символіка

### Герб
Затверджений 20 березня 2006 р. рішенням №132 сесії сільської ради.
Автори — С.В.Ткачов, В.М.Напиткін.
На лазуровому полі на пониженій зеленій нитяній балці срібна мурована башта з відчиненою брамою і піднятим на двох ланцюгах мостом, супроводжувана угорі золотою шестикутною пробитою зіркою, над якою золотий десятираменний хрест на вигнутій дузі. У червоних бічниках золотом та сріблом візерунок токівського килима. Щит обрамований декоративним картушем i увінчаний золотою сільською короною. 
На історичній печатці селища (1894 р.) вміщено типовий для тогочасної емблематики громад Галичини символ: зображення косаря, що несе на плечі косу. Довкола напис: «ЗВЕРХНÔСТЬ ГРОМАДСКА ТОКИ». 

## Історія
Поблизу села виявлено археологічні пам'ятки черняхівської культури.
За першим поділом Речі Посполитої у 1772 році, коли галицькі землі відійшли до Австрійської імперії, східним кордоном якої став Збруч, Токи відійшли до неї, а Ожигівці, у дев'яностих роках XVIII століття,  увійшли до складу Російської імперії.
Діяли товариства «Просвіта», «Луг», «Сокіл», «Сільський господар», «Союз українок», «Каменярі», Братство тверезості та кооператива.
На початок 20 ст. село — осередок килимарства.
1944 р. у Токах розміщувався штаб 1-го Українського фронту; відбулася нарада письменників-фронтовиків.
12 червня 2020 року, відповідно до розпорядження Кабінету Міністрів України  № 724-р «Про визначення адміністративних центрів та затвердження територій територіальних громад Тернопільської області», село увійшло до складу Скориківської селищної громади.
19 липня 2020 року в результаті адміністративно-територіальної реформи та ліквідації Підволочиського району, село увійшло до складу новоствореного Тернопільського району.

## Релігія
- церква Преображення Господнього (1902, кам'яна, зберігається чудотворна ікона Розп'яття Христа-Спасителя, відома від 17 ст.),
- церква Воздвиження Чесного Хреста Господнього (2008, кам'яна. УГКЦ),
- «фігура» на честь заснування Товариства тверезості (1862).

## Пам'ятки

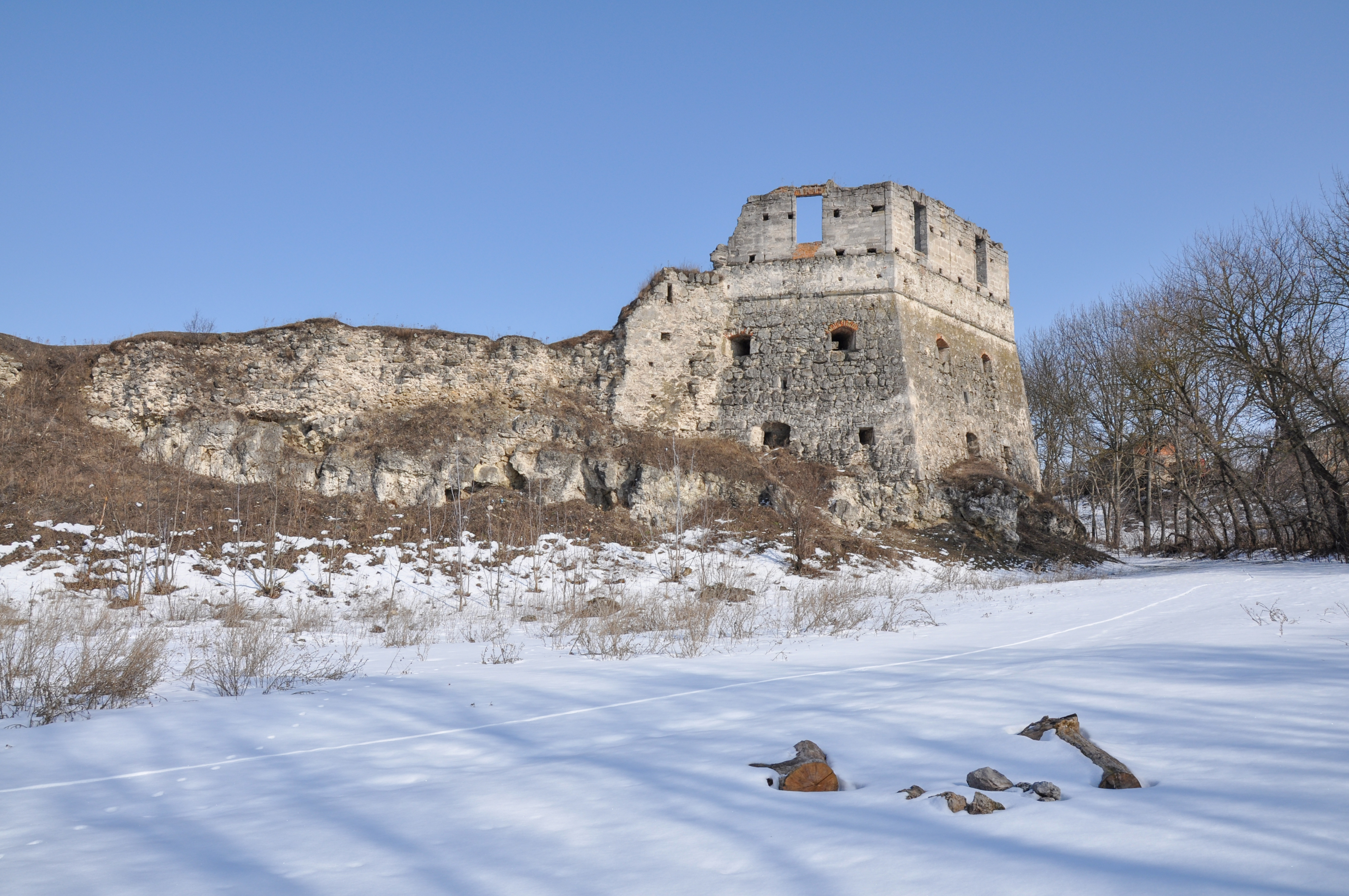
Замок (1570-ті рр.)

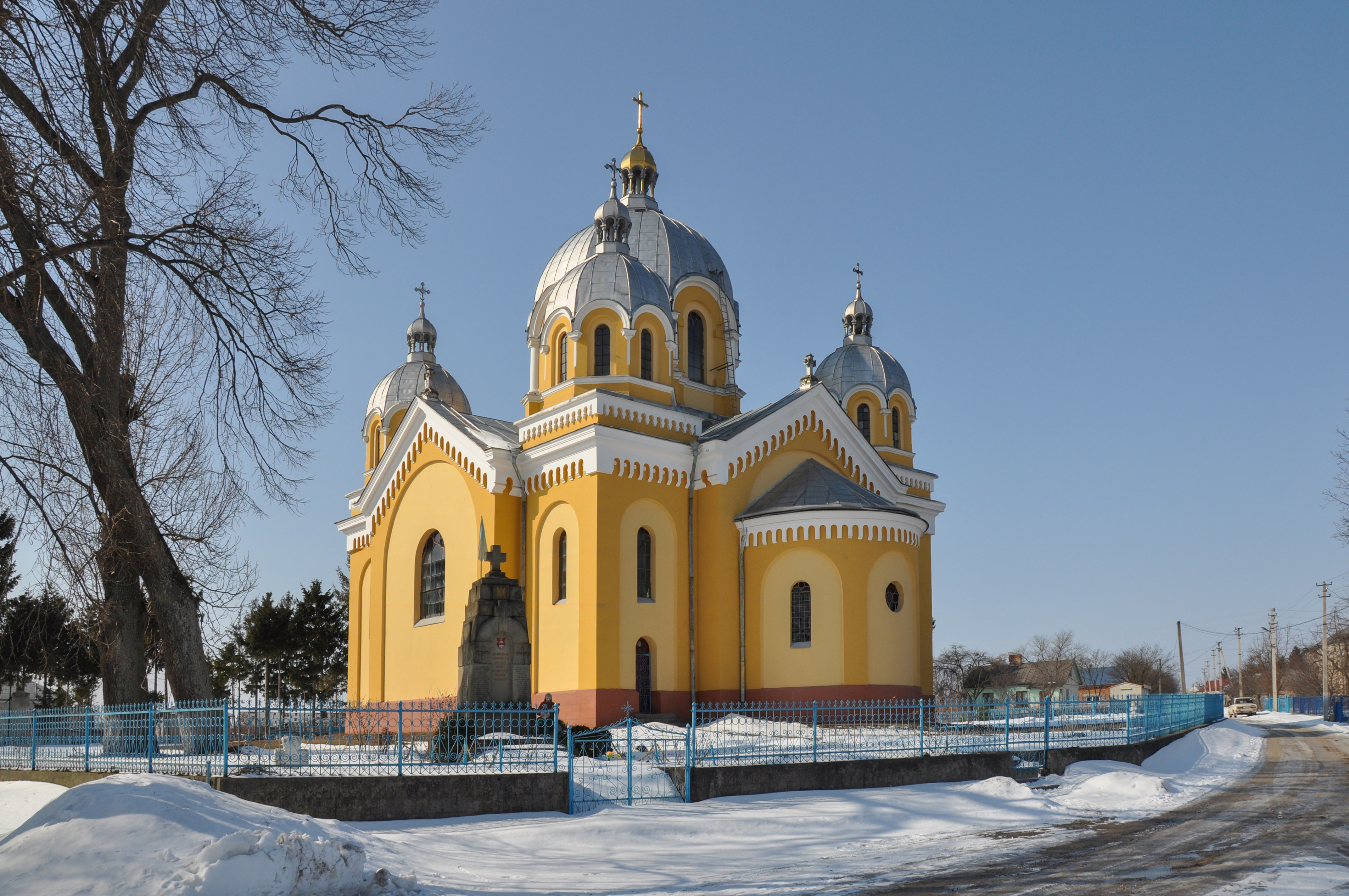
Церква Преображення Господнього (1907 р.)

Збереглися залишки Токівського замку князів Збаразьких і Вишнівецьких (побудований 1570-ті).
Споруджено сонячний годинник (1907, мурований), пам'ятники воїнам-односельцям, полеглим у німецько-радянській війні (1970), Т. Шевченку (1991), насипано символічну могилу Борцям за волю України (2002, відновл.).

## Соціальна сфера
Працюють ЗОШ 1-3 ступ., Будинок культури, бібліотека, амбулаторія загальної практики сімейної медицини, геріатричний відділ. тер. центру соц. обслугов. пенсіонерів та одиноких непрацездатних громадян (від 1999), дошкільний заклад, відділення зв'язку, аптека, торгові заклади.

## Відомі люди

### Народилися
- Єфрем Гасай — український історик, краєзнавець, журналіст;
- Петро Гасай — український військовий журналіст, підполковник Збройних сил України;
- Владислав Рубін — український релігійний діяч;
- Зеновій Флінта — український художник;
- Антін Малюца — український художник;
- Михайло Головко — депутат Верховної Ради України 7-го скликання по виборчому округу № 164.

### Перебували
- перебували Іван Франко (1888, 1912).
- митрополит Андрей Шептицький (1906).

## Світлини

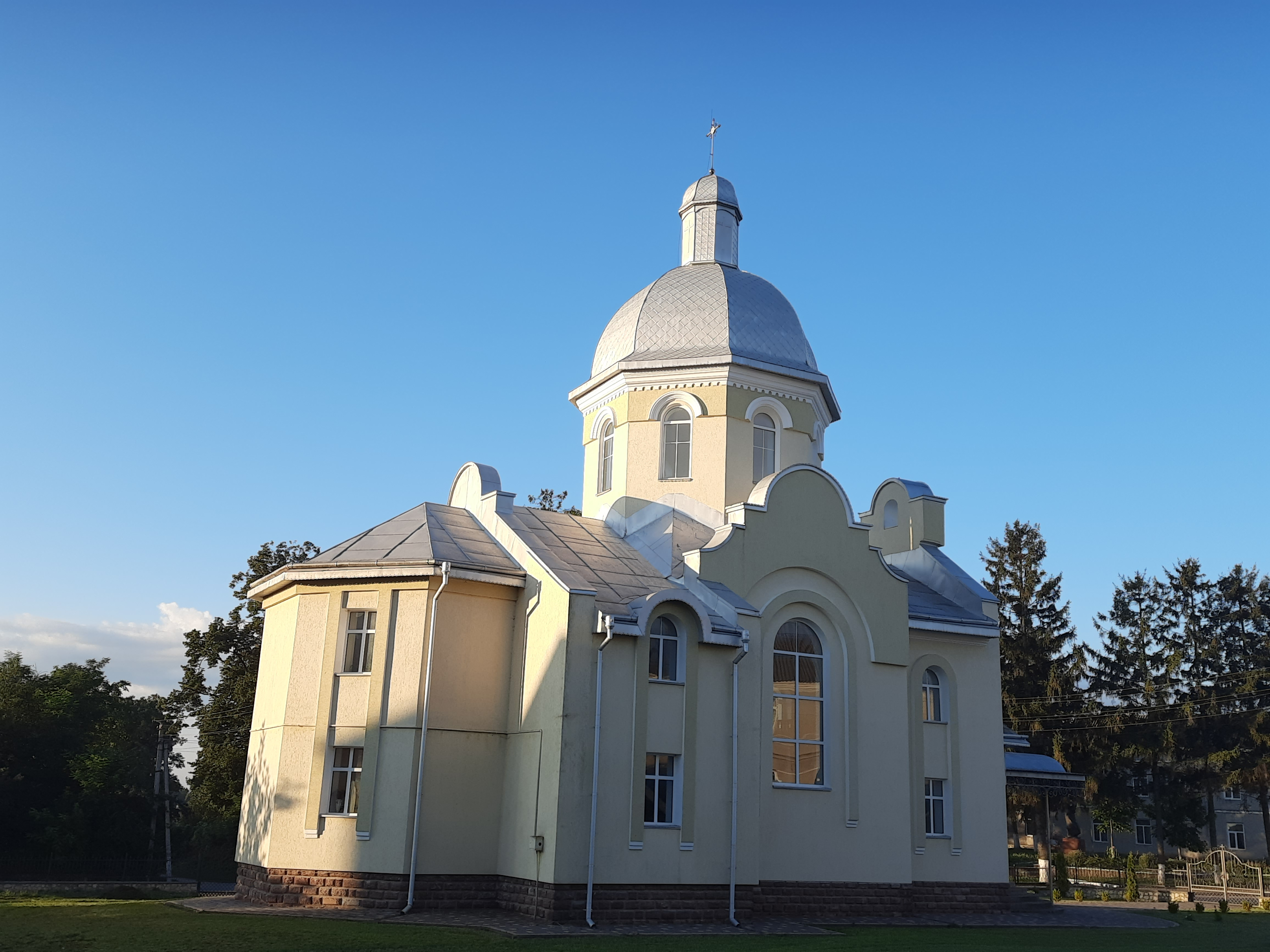
Церква Воздвиження Чесного Хреста Господнього
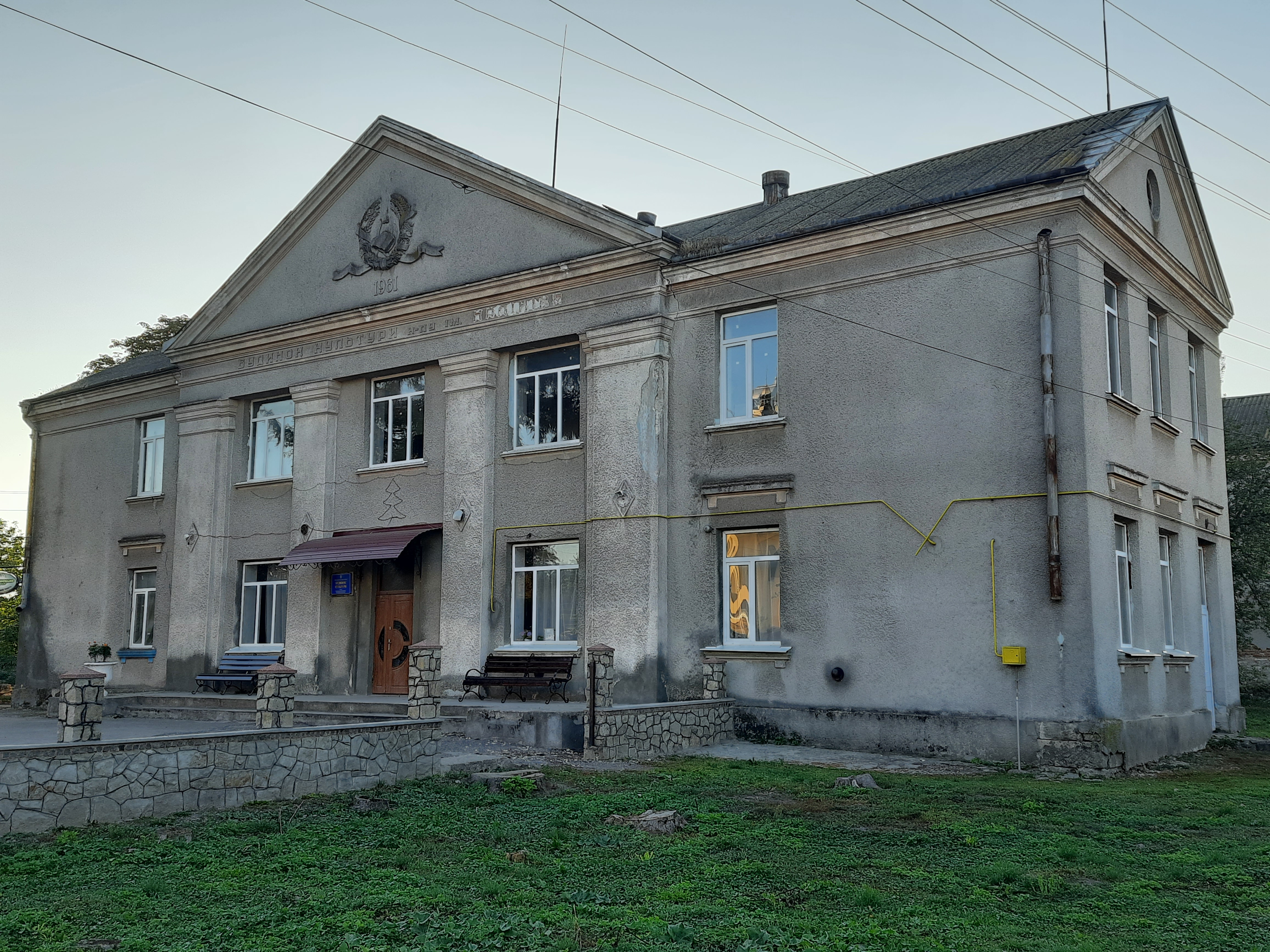
Будинок культури
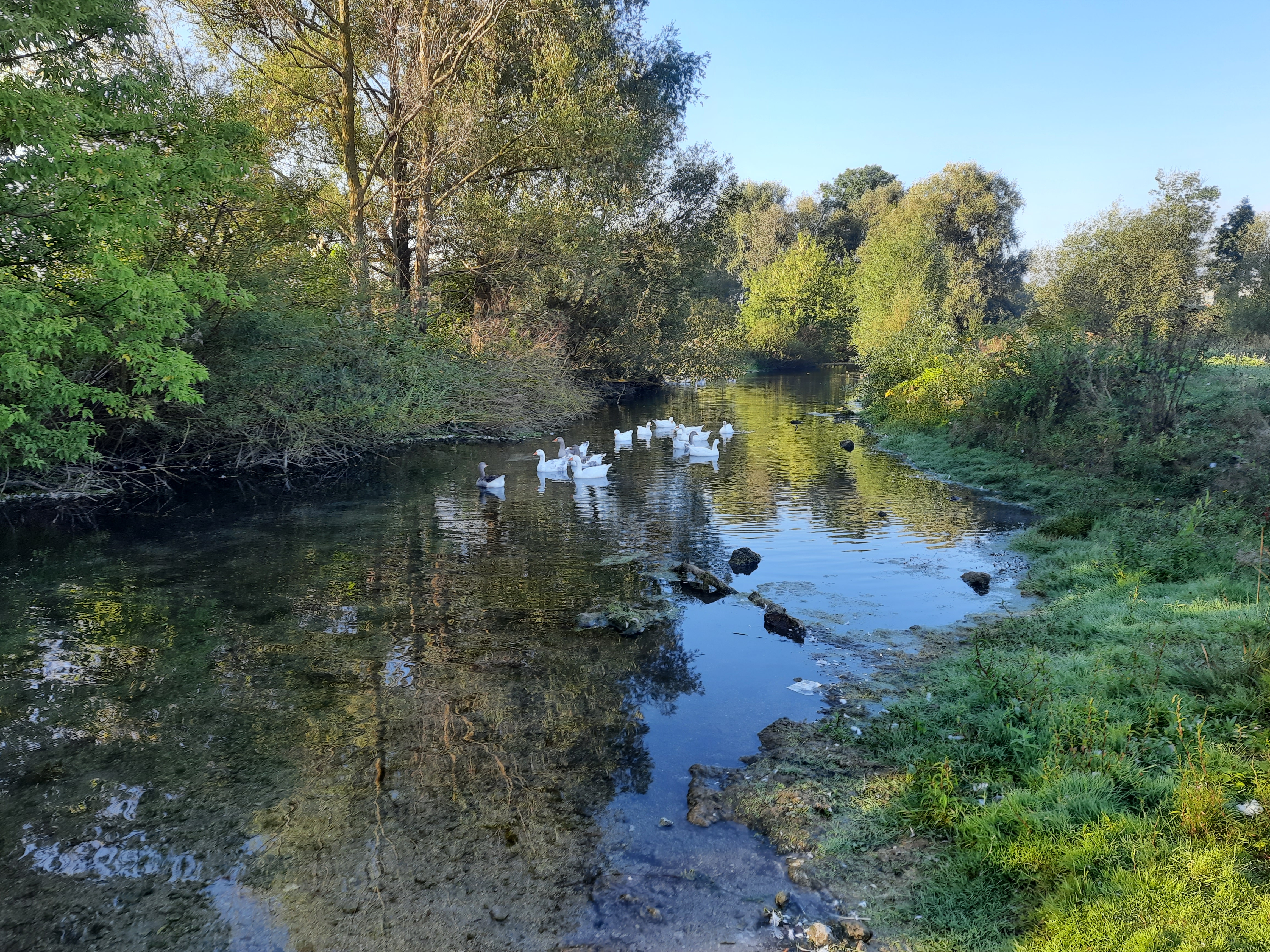
Річка Збруч біля села
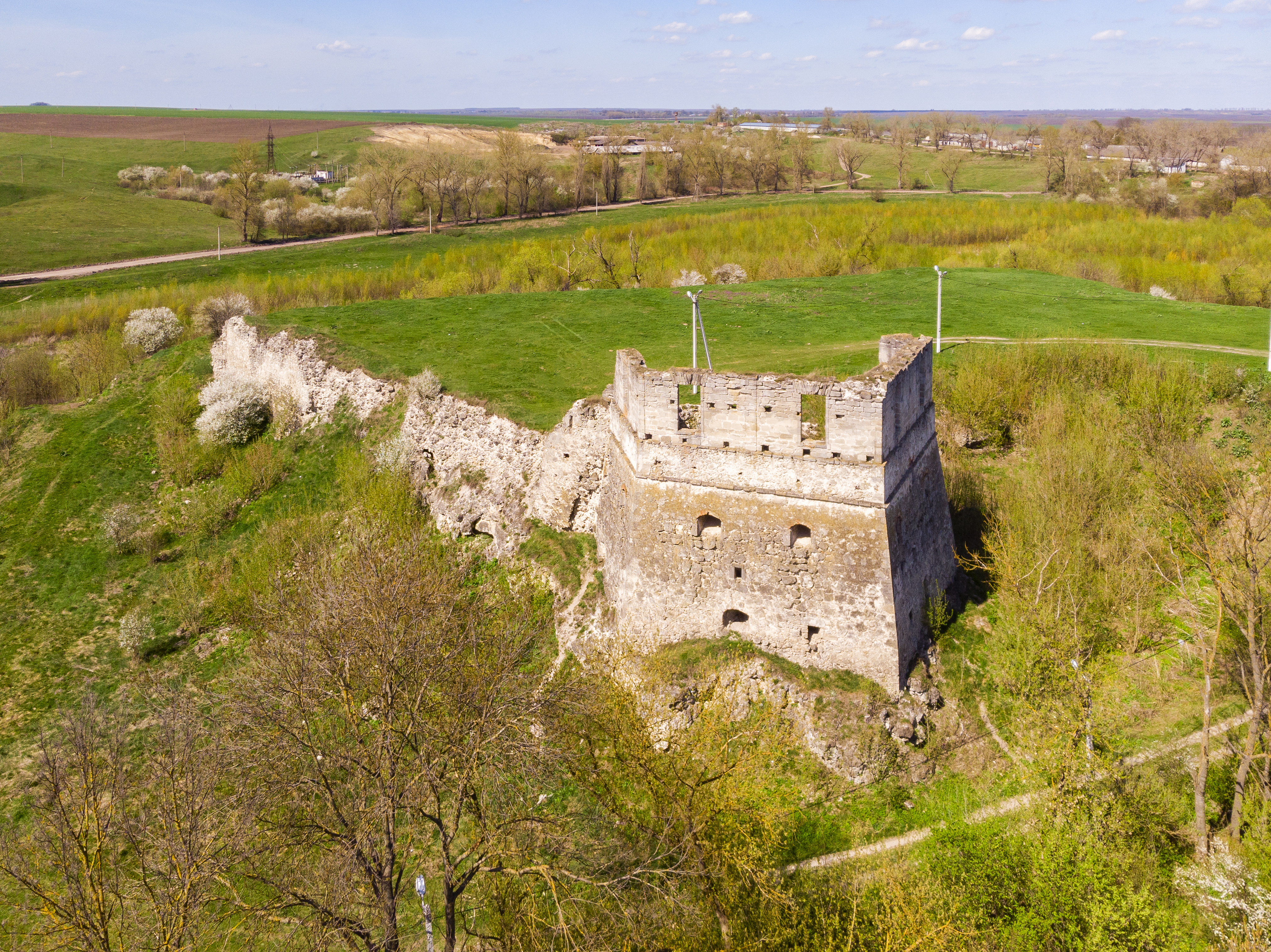
Замок